# Jaraczewo (gmina)
Jaraczewo (daw. gmina Jaraczew) – gmina miejsko-wiejska w województwie wielkopolskim, w powiecie jarocińskim. W latach 1975–1998 gmina położona była w województwie kaliskim.
Siedziba gminy to Jaraczewo.
Według danych z 30 czerwca 2004 gminę zamieszkiwało 8257 osób. W 2016 roku Jaraczewo odzyskało prawa miejskie.

## Struktura powierzchni
Według danych z roku 2002 gmina Jaraczewo ma obszar 132,89 km², w tym:
- użytki rolne: 76%
- użytki leśne: 17%

Gmina stanowi 22,61% powierzchni powiatu.

## Demografia
Dane z 30 czerwca 2004:
| Opis                              | Ogółem | Ogółem | Kobiety | Kobiety | Mężczyźni | Mężczyźni |
| --------------------------------- | ------ | ------ | ------- | ------- | --------- | --------- |
| jednostka                         | osób   | %      | osób    | %       | osób      | %         |
| populacja                         | 8257   | 100    | 4215    | 51      | 4042      | 49        |
| gęstość zaludnienia (mieszk./km²) | 62,1   | 62,1   | 31,7    | 31,7    | 30,4      | 30,4      |

- Piramida wieku mieszkańców gminy Jaraczewo w 2014 roku[3].

## Sąsiednie gminy
Borek Wielkopolski, Dolsk, Jarocin, Koźmin Wielkopolski, Książ Wielkopolski, Nowe Miasto nad Wartą